# Podenc andalús
El podenc andalús és una raça de gos originària d'Espanya, concretament d'Andalusia. Són gossos similars a altres races ibèriques com el podenc eivissenc, el podenc portuguès, el podenc canari, etc. A la península Ibèrica hi ha pintures rupestres que representen gossos que tenen un gran semblant amb aquestes races. De fet, sembla que s'han criat gossos molt similars a aquests en gran part de la conca del Mediterrani des de temps molt remots, entre ells el Cirneco de l'Etna i el Pharaoh hound. No obstant això, també existeix la tradició que diu que els podencs van ser introduïts a la Península pels fenicis a través de les seves colònies.
Diversos estudis genètics realitzats en els últims anys han vingut a concloure que contràriament a l'estesa creença que el podenc és un tipus de gos primitiu importat fa uns 3.000 anys de la zona de l'Orient Mitjà, aquests gossos en realitat guarden estreta relació genètica amb la resta de gossos de caça europeus i no són més "primitius" que la majoria d'ells.

## Normalització i reconeixement

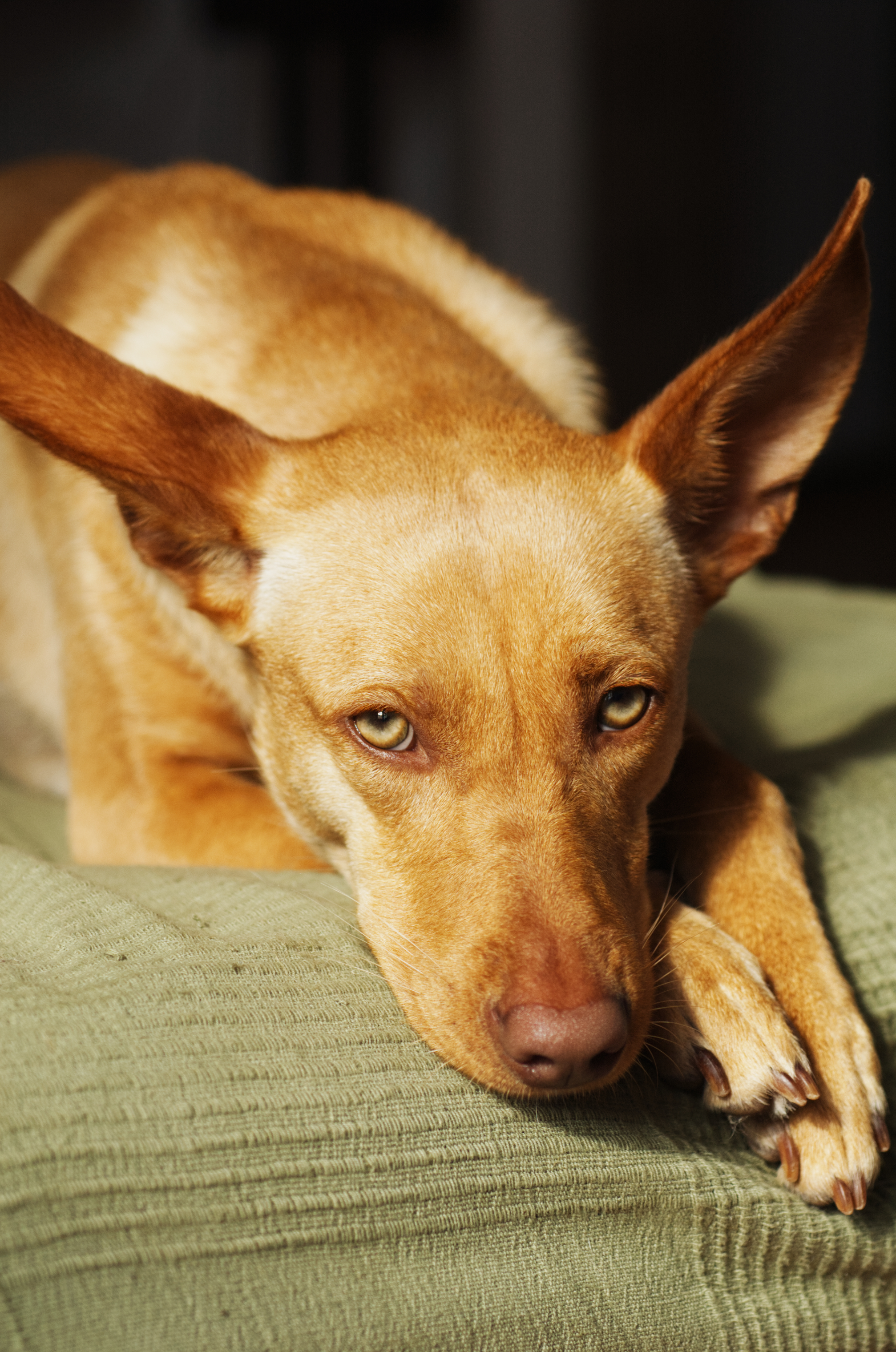
Cadell de podenc andalús

Malgrat ser una raça autòctona i antiquíssima, no va ser fins al 1990 quan va entrar al món de la cinologia oficial, amb la formació del club de la raça, que va promoure els estudis i treballs necessaris per a la caracterització racial, que van ser realitzats per la Unitat d'Etnologia i Identificació Animal del Departament de Producció Animal de la Facultat de Veterinària de la Universitat de Còrdova, sent publicats durant el II Simpòsium de Races Canines Espanyoles el 1992 i que seria reconegut per la RSCE com patró o estàndard racial a l'abril d'aquest mateix any. Va ser englobada dins del Grup V Gossos tipus Spitz i tipus primitiu, Secció 7 Tipus primitiu - Gossos de caça. La raça no està reconeguda per la Federació Cinològica Internacional ni per cap altra associació cinològica de caràcter internacional donada la gran quantitat de coincidències amb l'estàndard del podenc portuguès, que provoquen el dubte que es tractin o no realment de races diferents.

## Varietats
Igual que en el podenc portuguès, en el podenc andalús es distingeixen tres grandàries i tres tipus de pèl, factors la combinació dels quals poden originar fins a nou varietats diferents. Tenint en compte la grandària les varietats són:
- Podenc andalús gran
- Podenc andalús mitjà
- Podenc andalús petit

Si considerem els diferents tipus de pèl, tenim les següents varietats:
- Podenc andalús de pèl dur.
- Podenc andalús de pèl llarg.
- Podenc andalús de pèl llis o curt.

Existeix una varietat derivada del podenc andalús mitjà de pèl curt, que rep el nom de maneto, a causa de les seves curtes i robustes potes, fenomen conegut en l'àmbit de la cinologia com bassetisme, en al·lusió als Bassets. En l'actualitat el Maneto està acceptat com a raça per la RSCE de manera provisional.

## Funció de la raça
Els podencs andalusos, igual que els altres podencs, posseeixen un sentit molt desenvolupat de la vista, oïda i olfacte, el que fa que siguin bons caçadors sobretot en el que a la caça del conill es refereix. En les batudes de caça major practicades en el centre i sud d'Espanya els podencs constitueixen el nucli de la gossada (grup de gossos de caça major, el nombre de la qual oscil·la entre 20 i 24), que solen estar compostes per podencs de grandària gran per a l'assetjament i per alguns exemplars de grandària mitjana com a gossos de punta o cerca. En la caça menor s'utilitzen les varietats mitjana i petita, bé de forma individual, en parelles o formant gossades (grup de gossos de caça).
Una de les funcions més típiques del podenc de mida gran, és la de quitaor, forma dialectal andalusa usada freqüentment en comptes de la forma normativa espanyola quitador acompanyant a les gossades. Observi's que la parella o collera de llebrers, no té per què estar composta per un mascle i una femella, encara que el significat de collera sigui habitualment el de parella reproductora de llebrers durant la caça de la llebre. La seva labor consisteix, primer, a aixecar i fer sortir a la llebre del seu cau o amagatall, posant-la a la disposició dels llebrers i, després d'acabada la tasca, a portar-li la peça al llebrer per portar-la al seu amo. En els masos andalusos els de mida gran van ser utilitzats com a gossos guardians i els de mida petita com a netejadors de rosegadors.